# 16-й Нью-Йоркский пехотный полк
16-й Нью-Йоркский добровольческий пехотный полк (англ. 16th New York Volunteer Infantry Regiment), — один из пехотных полков армии Союза во время Гражданской войны в США. Полк был сформирован весной 1861 года сроком на 2 года, участвовал в первом сражении при Булл-Ран и всех сражениях на востоке до мая 1863 года, когда был расформирован из-за истечения срока службы. Часть рядовых была переведена в 121-й Нью-Йоркский пехотный полк.

## Формирование
Полк был сформирован весной 1861 года в Олбани и был принят на службу штата Нью-Йорк 9 мая 1861 года. 15 мая Он был принят на службы в федеральную армию на срок в 2 года. Его роты были набраны Огденсберге (А), Потсдаме (B и F), Платтсберге (C и E), Говерноре (D), Депейстере (G), Стокгольме (Н), Малоуне (I) и Вест-Чейзе (К). Первым командиром полка стал Томас Альфред Дэвис, выпускник Вест-Пойнта 1829 года, однокурсник Роберта Ли и Джозефа Джонстона. Подполковником стал Самуль Марш, а майором — Бьюэлл Палмер.
30 мая полк был переведён в Кэмп-Морган в Вифлееме и вооружён гладкоствольными ружьями образца 1842 года.

## Боевой путь

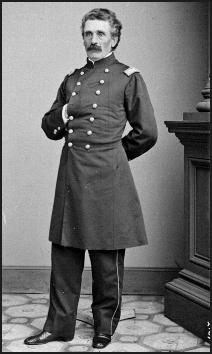
Полковник Томас Дэвис

25 июня полк погрузился на пароход и две баржи и 26 июня прибыл в Нью-Йорк, где ему были вручены знамёна. Затем полк прошёл маршем по Бродвею, погрузился на транспорта и был отправлен в Элизабетпорт, откуда по железной дороге отправлен в Балтимор, а 29 июня прибыл в Вашингтон.
10 июля полк был включён в бригаду Дэвиса в составе дивизии Диксона Майлза (Армия Северо-Восточной Вирджинии). Здесь полковник Дэвис принял командование всей бригадой, сдав командование полком подполковнику Маршу. 11 июля полк был переведён в Александрию и встал лагерем у форта Эллсворт. 16 июля началось наступление федеральной армии на Манассас; 17 июля полк покинул лагерь и отправился в Фэирфакс. 21 июля произошло первое сражение при Булл-Ран, но полк не был введён в бой и ночью отошёл обратно к Александрии. 22 июля он вернулся в свой лагерь. В августе полк был переведён в укрепления Вашингтона и включён в бригаду Хейнцельмана. 15 сентября полк был перемещён в Форт-Лайон и включён в бригаду Генри Слокама (дивизия Франклина).
7 марта 1862 года командиром полка стал Джозеф Хоуланд. 10 марта полк участвовал в наступлении на Манассас, а 20 марта капитан Джон Стетсон покинул полк и стал подполковником 59-го Нью-Йоркского полка. В начале апреля полк участвовал в наступлении на Фредериксберг, а 6 апреля вернулся в Александрию, был включён (вместе с дивизией Франклина) в состав V корпуса Потомакской армии и отправлен на вирджинский полуостров. В конце апреля полк участвовал в осаде Йорктауна, а 6 мая был переброшен к Элтамс-Лендинг, где 7 мая участвовал в сражении при Элтамс-Лендинг. В этом бою полк потерял убитыми 6 рядовых и ранеными 1 офицера и 10 рядовых.
16 мая полк находился в районе плантации Белый Дом, 17 мая — у станции Тансталл, а 18 мая был введён в бригаду Бартлетта в дивизии Генри Слокама (VI корпус Потомакской армии).
25 июня началась Семидневная битва. 25 июня полк участвовал в сражении при Геинс-Милл, где потерял убитыми 3 офицеров и 55 рядовых (в том числе подполковника Марша, скончавшегося от ран 4 июля), и ранеными — 7 офицеров и 166 рядовых. В последующем сражении при Глендейле полк прикрывал массачусетскую батарею и потерял 10 человек от дружественного огня ньюджерсийской батареи.
1 июля полк стоял в резерве во время сражения при Малверн-Хилл и не понёс потерь.
16 августа полк начал марш к форту Монро, 18 августа прошёл Уильямсберг и 19 августа погрузился на пароход New Brunswick, который доставил его 24 августа в Александрию. Полк был отправлен к форту Лайон, затем к Фэирфаксу и Сентервиллу, где прикрывал отступление разбитой армии Джона Поупа, а 1 сентября вернулся в Форт-Лайон.
6 сентября, после начала мерилендской кампании, полк прошёл по маршруту Джорджтаун-Теннелитаун-Роквилл-Дернстаун-Портсвилл-Хьяттстаун-Урбания-Бакейтаун, прибыв в последний пункт 13 сентября. 14 сентября полк был задействован в сражении в Южных горах, где штурмовал ущелье Кремптона. В этом бою было захвачено знамя алабамского полка. 26 человек погибли в этом сражении, 37 человек было ранено. Рядовой Джеймс Аллен (рота F) был впоследствии (в 1890 году) награждён Медалью Почёта за то, что взял в плен 14 солдат 16-го джорджианского полка.
17 сентября полк, под командованием подполковника Джоела Сивера, прибыл на поле боя при Энтитеме, но не был введён в бой, хотя потерял 3 человека убитыми и ранеными от снайперского огня. 20 сентября полк был переведён к Уильямспорту. 22 сентября полковник Джозеф Хоуланд стал генералом добровольческой армии и покинул полк, на его место 29 сентября был назначен Джоел Сиверс. Майор Палмер был повышен до подполковника, а капитан роты F, Джон Джилмор стал майором.
В сентябре-ноябре 1862 года полк находился в Мериленде и Северной Вирджинии. 21 ноября его капитан Мартин Кёртис перешёл в 142-й Нью-Йоркский полк в звании подполковника. Во время сражения при Фредериксберге полк числился в бригаде полковника Генри Кейка в дивизии Брукса. Бригада перешла Раппаханок и заняла позиции левее дивизии Мида, но так и не была введена в дело. 19 декабря полк отвели в зимние лагеря.